# Bitwa pod Wólką Radzymińską

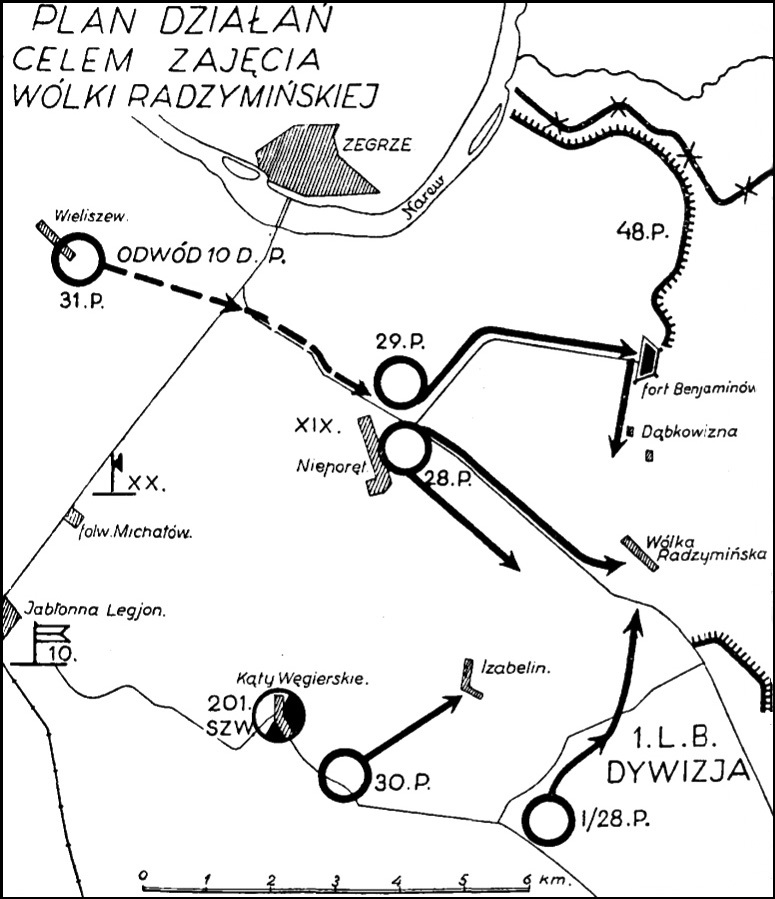
Plan zajęcia Wólki Radzymińskiej

Bitwa pod Wólką Radzymińską – część bitwy o przedmoście warszawskie. Walki polskiej XIX Brygady Piechoty ppłk. Wiktora Thommée z sowiecką 82 Brygadą Strzelców kombriga Stiepanowa w czasie II ofensywy Frontu Zachodniego Michaiła Tuchaczewskiego w okresie wojny polsko-bolszewickiej.

## Sytuacja ogólna
W pierwszej dekadzie lipca 1920 przełamany został front polski nad Autą, a wojska Frontu Północno-Wschodniego gen. Stanisława Szeptyckiego cofały się pod naporem ofensywy Michaiła Tuchaczewskiego.
Naczelne Dowództwo Wojska Polskiego nakazało powstrzymanie wojsk sowieckiego Frontu Zachodniego na linii dawnych okopów niemieckich z okresu I wojny światowej.
Sytuacja operacyjna, a szczególnie upadek Wilna i obejście pozycji polskich od północy, wymusiła dalszy odwrót wojsk polskich.
1 Armia gen. Gustawa Zygadłowicza cofała się nad Niemen, a 4 Armia nad Szczarę.
Obrona wojsk polskich na linii Niemna i Szczary również nie spełniła oczekiwań. W walce z przeciwnikiem oddziały polskie poniosły duże straty i zbyt wcześnie rozpoczęły wycofanie na linię Bugu.
Plan polskiego Naczelnego Dowództwa zakładał, że 1. i 4 Armia oraz Grupa Poleska powstrzymają bolszewików i umożliwią przygotowanie kontrofensywy z rejonu Brześcia. Rozstrzygającą operację na linii Bug, Ostrołęka, Omulew doradzał też gen. Maxime Weygand.
Utrata twierdzy brzeskiej spowodowała, że plan Naczelnego Dowództwa Wojska Polskiego uderzenia znad Bugu w skrzydło wojsk Frontu Zachodniego Michaiła Tuchaczewskiego i rozegrania tam decydującej bitwy przestał być realny. Wojska polskie cofały się nadal, a kolejną naturalną przeszkodą terenową dogodną do powstrzymania sowieckiej ofensywy była Wisła.

## Położenie wojsk przed bitwą
Wojsko Polskie
Celem obrony przedmościa warszawskiego Naczelne Dowództwo WP obsadziło jego poszczególne linie obrony wycofującymi się znad Bugu jednostkami 1 Armii. W dniach 11 i 12 sierpnia w pierwszym rzucie obronę zorganizowały 15 Wielkopolska Dywizja Piechoty gen. Władysława Junga, 8 Dywizja Piechoty płk. Stanisława Burhardt-Bukackiego i 11 Dywizja Piechoty płk. Bolesława Jaźwińskiego. Odwód armii stanowiła 1 Dywizja Litewsko-Białoruska gen. Jana Rządkowskiego, a 10 Dywizja Piechoty gen. Lucjana Żeligowskiego stanowiła odwód Frontu Północnego gen. Józefa Hallera.
Armia Czerwona
Zgodnie z dyrektywą dowódcy Frontu Zachodniego, na przedmoście uderzyć miała 16 Armia komarm. Nikołaja Sołłohuba oraz część sił 3 Armii Władimira Łazariewicza. Po opanowaniu przedmościa, Sowieci planowali 14 sierpnia sforsować Wisłę na północ od Warszawy.

## Walki na przedmościu

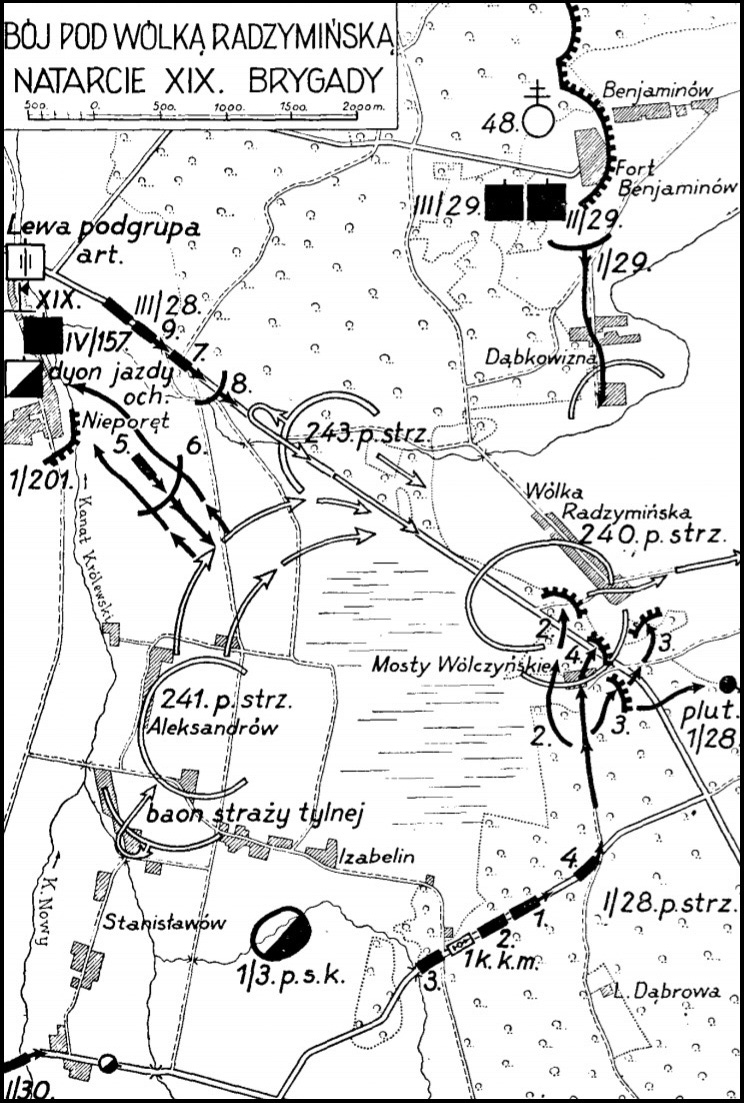
Natarcie XIX Brygady Piechoty

12 sierpnia patrole sowieckiej 16 Armii nawiązały styczność bojową z oddziałami polskiej 11 Dywizji Piechoty, a już 13 sierpnia dowódcy 21 DS i 27 DS wydzielili gros swoich sił do natarcia na Radzymin. Olbrzymia przewaga Sowietów, jak i źle funkcjonująca łączność i niewydolny system dowodzenia oraz brak efektywnego wsparcia artylerią pododdziałów 46 pułku piechoty spowodowały, że Sowieci po dwugodzinnych walkach opanowali Radzymin. Tym samym przełamała została polska obrona na pierwszej linii obrony przedmościa. W tej sytuacji interweniował dowódca 1 Armii gen. Franciszek Latinik i do kontrataku skierował swoją odwodową 1 Dywizję Litewsko-Białoruską. O świcie 14 sierpnia Sowieci uprzedzili działania polskie i pierwsi ruszyli do natarcia. Po opanowaniu Aleksandrowa, Ciemnego, Helenowa i Wólki Radzymińskiej, zagrozili przerwaniem słabo obsadzonej drugiej linii obrony.
Dopiero przed południem rozpoczęła przeciwnatarcie 1 Dywizja L-B. Bezpośrednio na Radzymin uderzył Wileński pułk strzelców, pobił oddziały sowieckich 61 i 62 Brygady Strzelców i opanował miasto.
Sowieci zorganizowali kontratak  i siłami 61, 62, 63 Brygady Strzelców oraz 21 pułku kawalerii i ponownie zdobyli Radzymin. Atakując dalej, zagrozili przerwaniem drugiej linii obrony.
Po południu w Legionowie odbyła się narada dowódcy 1 Armii gen. Latinika z dowódcą 1 D L-B gen. Janem Rządkowskim i dowódcą 10 DP gen. Lucjanem Żeligowskim. Stanowiąca odwód frontu 10 Dywizja Piechoty otrzymała zadanie przeprowadzić o świcie natarcie z rejonu Michałów – Kąty Węgierskie na Wólkę Radzymińską, Dąbkowiznę, Mokre i Radzymin. Pierwszy rzut stanowiła XIX Brygada Piechoty ppłk Wiktora Thommée. Jej zadaniem było rozbicie oddziałów sowieckich w rejonie Nieporętu i Wólki Radzymińskiej oraz utorowanie drogi dla uderzenia na Radzymin i Mokre.
Dowódca brygady ppłk Thommée rozkazał dowódcy 29 pułku piechoty mjr. Stefanowi Walterowi uderzyć na Wólkę Radzymińską od północy. Od południa uderzać miał 28 pułk piechoty mjr. Stanisława Sobieszczaka.
Wieczorem 14 sierpnia oddziały XIX Brygady Piechoty zajęły pozycje wyjściowe do natarcia.
W Kątach Węgierskich zajął stanowiska I/28 pp, ale dowódca dywizji gen. Żeligowski przesunął go w rejon skrzyżowania szosy z drogą do Słupna.
W tym czasie sowiecka 81 Brygada Strzelców ze składu 27 DS organizowała natarcie na Jabłonnę. Jej 243 ps bezskutecznie atakował stanowiska artylerii polskiej pod Nieporętem, 241 ps osiągnął rejon Izabelina, natomiast 242 ps ześrodkował się w Wólce Radzymińskiej.

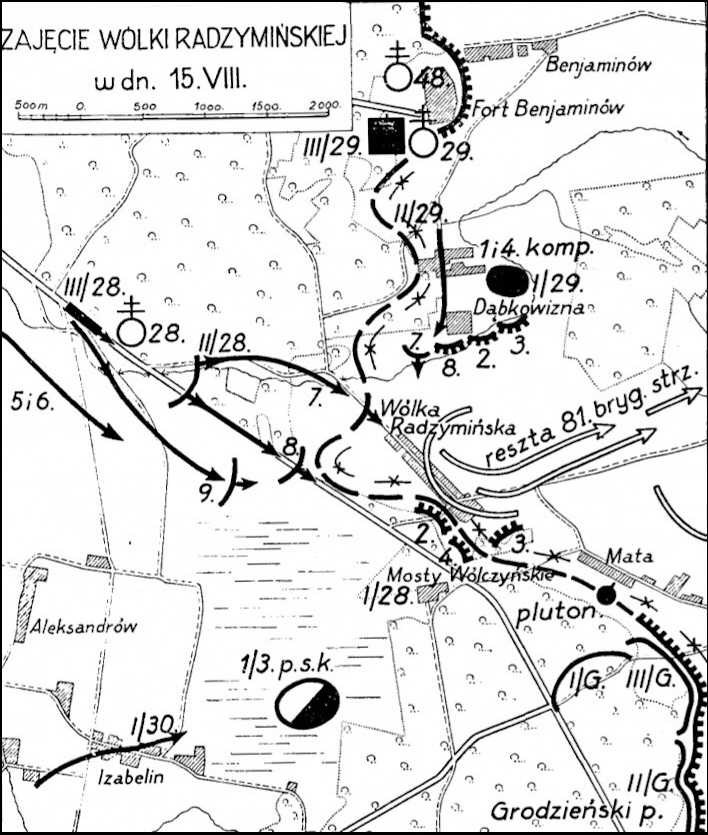
Zajęcie Wólki Radzymińskiej

Rankiem 15 sierpnia oddziały polskie rozpoczęły natarcie. I/28 pp podszedł lasem do Mostków Wólczyńskich, a idąca w szpicy 4 kompania wyparła z wioski placówki 242 pułku strzelców. Tu śmiertelnie ranny został dowódca batalionu por. Stefan Pogonowski. Nowy dowódca batalionu por. Jerzy Boski rozwinął kompanie wzdłuż szosy i prowadził walkę ogniową, oczekując nadejścia z Nieporętu głównych sił pułku. W tym czasie 28 pp maszerował szosą w kierunku Wólki Radzymińskiej, szpicę stanowiła 8 kompania, a 5 i 6 kompanie dotarły do Aleksandrowa, gdzie zatrzymały się na krótki odpoczynek.
Na odgłos intensywnej strzelaniny pod Wólką Radzymińską, sowiecki 241 ps ruszył ku stanowiskom 242 ps. Pod Aleksandrowem przypadkiem zaatakował odpoczywające kompanie  28 pułku piechoty. W szeregi polskich żołnierzy wkradła się panika. Opanował ją chwilowo dowódca 6 kompanii ppor. Benedykt Pęczkowski, który z pistoletem w ręku zatrzymywał uciekających.
Ogień ciężkich karabinów maszynowych powstrzymał pierwszy impet uderzenia przeciwnika, ale w czasie walki ogniowej zginął dowódca kompanii. Spowodowało to zawahanie w szeregach polskich i żołnierze zaczęli bezładnie wycofywać się w kierunku Nieporętu. Sowieci wzięli do niewoli kilkudziesięciu jeńców, zdobyli dwa ckm-y i bez przeszkód kontynuowali marsz do Wólki Radzymińskiej. Bezładny odwrót dwóch kompanii dowódca 28 pułku piechoty mjr Sobieszczak ocenił jako pokłosie frontalnego ataku Sowietów na Nieporęt i zaalarmował dowódcę brygady ppłk. Thommée. Ten skierował na pierwszą linię wszystkich telefonistów, gońców, zwiadowców konnych i polecił zorganizować obronę. Jednocześnie 29 pułk piechoty wydzielił ze swego składu jeden batalion do obrony Nieporętu.
Tymczasem Sowieci nie zamierzali atakować. Dopiero po kilku godzinach Polacy zorientowali się, że źle ocenili sytuację taktyczną i ruszyli w kierunku Wólki Radzymińskiej. I/29 pp por Rogowskiego wyruszył z Fortu Beniaminów na Dąbkowiznę i w gęstej mgle napotkał pododdziały 81 Brygady Strzelców. Z sowieckich szeregów zawołano po polsku: „Nie strzelajcie, tu swoi!”.  Czołowa kompania zawahała się, a przeciwnik otworzył huraganowy ogień.
Polski batalion uderzył „na bagnety” i rozbił oddział czerwonoarmistów. Po walce zajęto Dąbkowiznę. Nieprzyjaciel bronił się jednak w Wólce Radzymińskiej. Dopiero przybycie od strony Nieporętu 8 kompanii 28 pp spowodowało, że zagrożona z trzech stron sowiecka 81 Brygada Strzelców rozpoczęła odwrót w kierunku Radzymina.
W ciągu kolejnych trzydziestu minut I/28 pp opanował Wólkę Radzymińską. Pościgu za wycofującym się przeciwnikiem nie podjęto.

## Bilans walk
Brak należytej koordynacji działań po stronie polskiej umożliwił 81 Brygadzie Strzelców wyjście z zarysowującego się okrążenia.
Generał Żeligowski nie wykorzystał sukcesu taktycznego, jakim było opanowanie Wólki Radzymińskiej. Aby uporządkować oddziały i „zlikwidować” wyimaginowanego nieprzyjaciela na swoich tyłach, zatrzymał on natarcie na Radzymin. Jego dywizja stała bezczynnie, podczas gdy 1 Dywizja L-B samotnie i bez powodzenia walczyła w rejonie Radzymina.
Bój o Wólkę Radzymińską w historiografii II Rzeczypospolitej uznano jako przełomowy moment walk o przedmoście warszawskie. Podkreślano, że właśnie tutaj obrońcy po raz pierwszy zmusili oddziały sowieckie do odwrotu i odzyskali rozległy teren. Jednym z bohaterów bitwy stał się dowódca I batalionu 28 pułku piechoty por. Stefan Pogonowski.